# 卡普兰 (路易斯安那州)
卡普兰（英語：Kaplan），是美国路易斯安那州下属的一座城市。根据2010年美国人口普查，该市有人口4,600人。建置上，属于“city”。